# Galiny (gmina w powiecie bartoszyckim)
Galiny – dawna gmina wiejska istniejąca w latach 1946–1954 i 1973–1977 w woj. olsztyńskim (dzisiejsze woj. warmińsko-mazurskie). Siedzibą władz gminy były Galiny.
Gmina Galiny powstała po II wojnie światowej na terenie tzw. Ziem Odzyskanych (powiat frydlądzko-bartoszycki). 28 czerwca 1946 roku jako jednostka administracyjna polskiego powiatu bartoszyckiego gmina weszła w skład nowo utworzonego woj. olsztyńskiego. Według stanu z 1 lipca 1952 roku gmina była podzielona na 7 gromad: Galiny, Gromki, Krawczyki, Lusiny, Minty, Osieka i Węgoryty. Gmina została zniesiona 29 września 1954 roku wraz z reformą wprowadzającą gromady w miejsce gmin.
Jednostkę reaktywowano 1 stycznia 1973 roku w tymże powiecie i województwie. 1 czerwca 1975 roku gmina weszła w skład nowo utworzonego (mniejszego) woj. olsztyńskiego. 1 lutego 1977 roku gmina została zniesiona przez połączenie z dotychczasową gminą Bartoszyce w nową gminę Bartoszyce.
Nie mylić z pobliską dawną gminą Galiny w powiecie iławeckim w tymże województwie, istniejącą do reformy w 1954 roku.